# منتخب جمهورية التشيك لكرة القدم للسيدات
منتخب التشيك لكرة القدم للسيدات (بالتشيكية: Česká ženská fotbalová reprezentace)‏ هو ممثل التشيك الرسمي في المنافسات الدولية في كرة القدم في فئة كرة قدم نسائية.